# Indicateurs de recherche et développement
Les indicateurs statistiques de recherche et développement décrivent les principaux aspects des systèmes de recherche et développement. Ils sont des outils essentiels d'évaluation des politiques publiques de recherche et développement et sont au cœur des dispositifs de pilotage de ces activités.

## La mesure des moyens

### Dépenses intérieure et nationale en recherche et développement
La dépense intérieure de recherche et développement (DIRD) correspond à la recherche et développement exécutée en France quelle que soit l'origine des financements (publics ou privés, français ou étrangers). On note DIRDA la recherche et développement exécutée par les administrations, DIRDE celle exécutée par les entreprises. 
La dépense nationale de recherche et développement (DNRD) correspond au financement, par des entreprises ou des administrations françaises, des travaux de recherche réalisés en France ou à l’étranger. On note DNRDA les dépenses des administrations, DNRDE celles des entreprises.
La différence entre la DNRD et la DIRD correspond aux flux de financement vers l'étranger: organisations internationales telles que l’Organisation Européenne pour la Recherche Nucléaire (CERN) ou l'Agence spatiale européenne (ESA), Programme Cadre de Recherche et Développement Européen (PCRD).

### Crédits budgétaires publics de recherche et développement
Les crédits budgétaires publics de recherche et développement (CBPRD) sont la part du budget de l'État affecté à la recherche et développement. Le Manuel de Frascati en donne la définition suivante : « Les CBPRD couvrent non seulement la R-D financée par l’État et exécutée dans des établissements publics, mais également la R-D financée par l’État et exécutée dans les trois autres secteurs nationaux (entreprises, institutions privées sans but lucratif, enseignement supérieur) et aussi à l’étranger (y compris les organisations internationales) ».

## Indicateurs scientométriques

### Taux de citation
D’après une étude effectuée sur la période 1998-2008 par Thomson Reuters sur les publications scientifiques, les États-Unis occupent la première place par leur quantité, suivis de l'Allemagne, du Japon et de la France. La Chine se classe en dixième position et l'Inde en vingtième[réf. nécessaire].

### Dépôt de brevet
L'Organisation mondiale de la propriété intellectuelle (OMPI) est responsable de la gestion des brevets. Le pays qui dépose le plus de brevet par an est les États-Unis, comptant environ 45 000 dépôts en 2010, suivis du Japon, de l’Allemagne et de la Chine. En 2010, la Chine a déposé plus de 12 000 brevets, en hausse de 56,2 % par rapport à l’année 2009. Les plus fortes hausses se font dans les domaines de l’ingénierie électrique (+33 %) et des nanotechnologies (+220 %).[réf. nécessaire]